# سانتیاگو راموس
سانتیاگو راموس (اسپانیایی: Santiago Ramos‎) یک هنرپیشه تئاتر، سینما و تلویزیون اهل اسپانیا است.
از فیلم‌ها یا مجموعه‌های تلویزیونی که وی در آن‌ها نقش داشته است می‌توان به «لوبو» (۲۰۰۴) اشاره نمود.

## یادداشت
1. ↑  Then a municipality, currently a minor local entity belonging to the municipality of La Fuente de San Esteban.